# Hardcore dancing

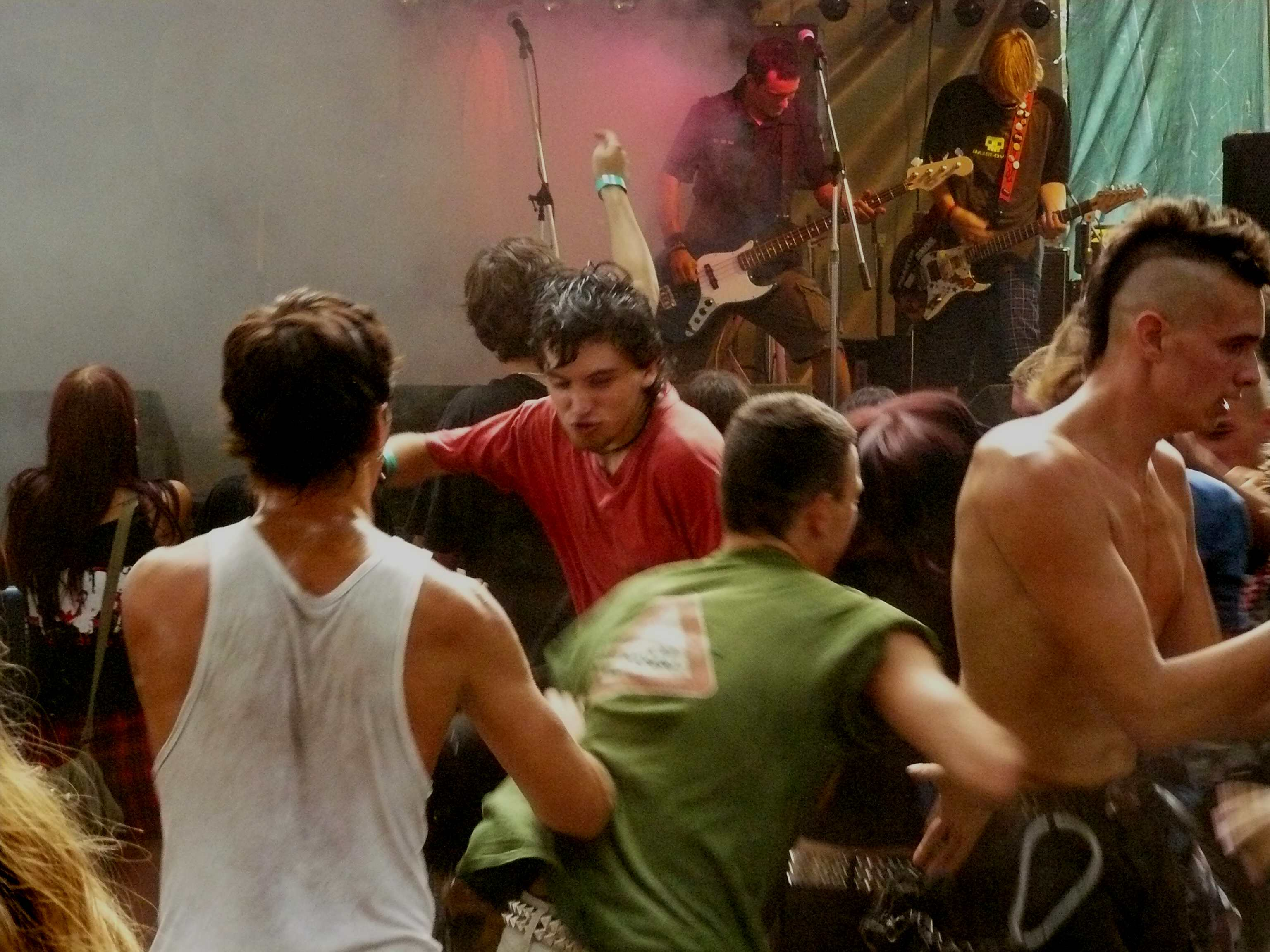
Slamdancing, mosh lub inaczej hardcore dancing

Hardcore dancing – odmiana tańca wywodząca się z amerykańskiej sceny hardcore'owej, głównie z jej ośrodków skupionych wokół New Jersey, Nowego Jorku, Bostonu i Florydy. Jest pochodną moshu, czyli połączenia pogo z agresywnym, ale kontrolowanym obijaniem się o siebie. Tańczący hardcore dancing poruszają gwałtownie rękami i nogami, na ogół zgodnie z kilkoma powszechnymi schematami, zarówno do wolnego jak i szybkiego rytmu.

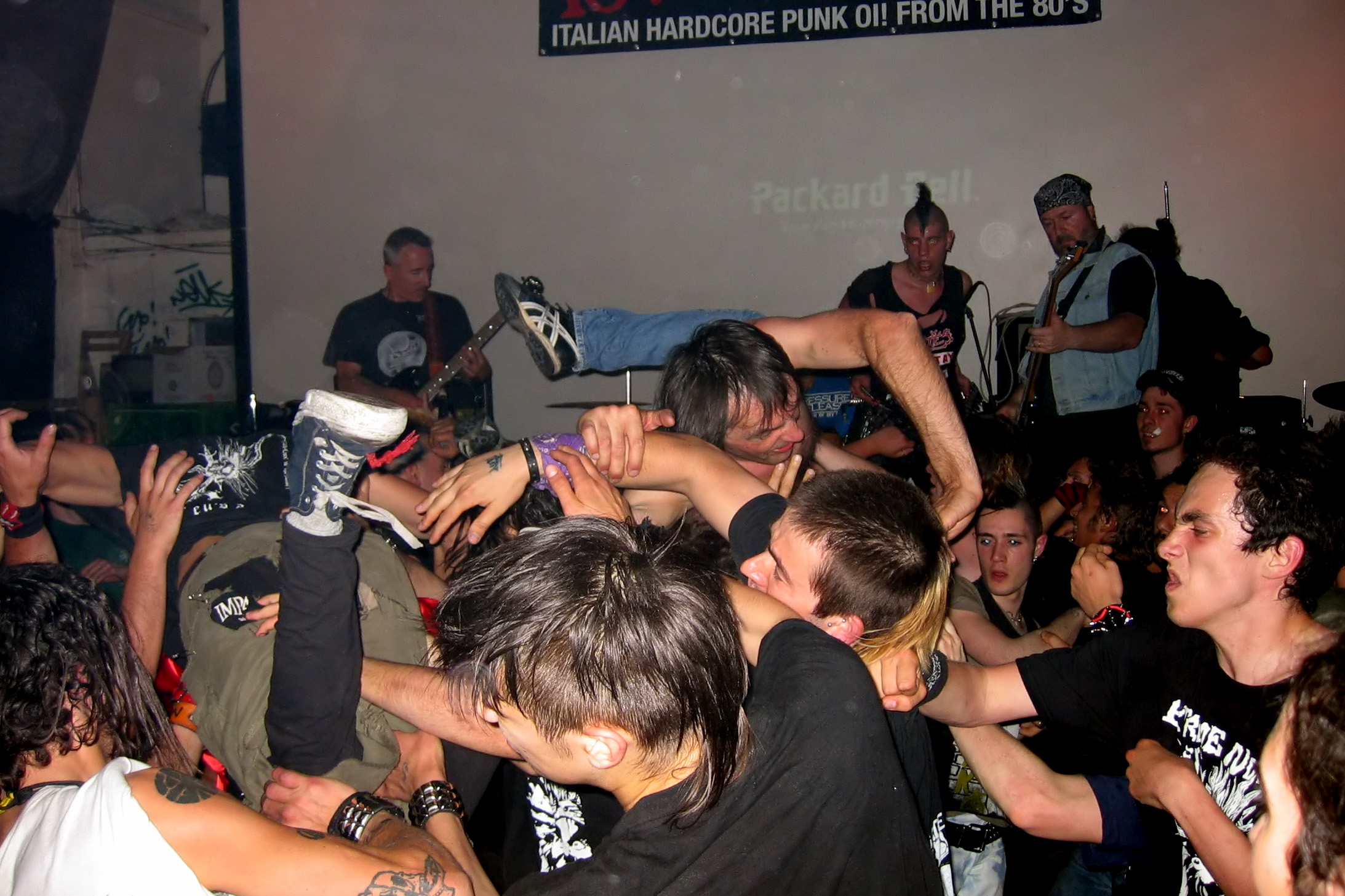
Stage diving (nurkowanie ze sceny)

Ten styl tańca upowszechnił się w późnych latach '90. Pierwsze koncerty grup takich jak Earth Crisis czy Biohazard były popularnymi miejscami praktykowania hardcore dancingu. Nowojorska grupa hardcore'owa Sick of it All zaprezentowała z przymrużeniem oka hardcore dancing w swoim teledysku do utworu "Step Down". Ponadto wideoklip AFI do "The Leaving Song Pt. II" przedstawia kulturę hardcore'u i straight edge'u, będące typowymi reprezentantami nurtu hardcore dancingu.

## 2-Step
2-step to figura wykonywana na ogół do równego, szybkiego rytmu. Polega na przestępowaniu z nogi na nogę (kroczeniu w miejscu), zazwyczaj w rytm uderzeń werbla. Rozmaite odmiany 2-stepu różnią się między sobą ruchami wykonywanymi tułowiem i rękami, natomiast główna idea pozostaje ta sama.

## Windmill
Windmill (młyn, wiatrak) jest figurą polegającą na machaniu rękami z zaciśniętymi pięściami w płaszczyźnie pionowej, w sposób przypominający zachowanie małpy, tudzież ruch skrzydeł wiatraka. Może przyjmować wiele form: wymachiwanie rękami na przemian, do przodu lub do tyłu, bądź tylko jedną ręką, używając drugiej do asekuracji otoczenia.
Inne odmiany wiatraka obejmują też imitowanie utraty równowagi. Bardzo popularne jest ponadto wymachiwanie rękami w płaszczyźnie poziomej.
Wiatrak jest najbardziej charakterystyczną i najpopularniejszą figurą hardcore dancingu, głównie przez stosunkowo niski poziom skomplikowania. W związku z tym jest ona najczęstszym obiektem drwin z hardcore dancingu. W niektórych środowiskach metalowych i hardcore'owych osoby uprawiające windmilling bywają traktowane z góry, uważane za pozerów i nazywane pogardliwie "młynarzami" (ang. windmillers).

## Floorpunching/Zbieranie drobnych
Floorpunch (dosł. uderzenie w podłogę) jest określeniem ruchu tanecznego polegającego na wymachiwaniu rękami w stronę ziemi, przy zgiętym tułowiu (tworzącym kąt rozwarty lub prosty z linią nóg). Niekiedy ruchom rąk towarzyszy tupanie nogami (przestępowanie z nogi na nogę). Niebezpiecznym elementem tej figury jest moment cofania ręki, gdy łokieć wypychany za linię pleców może uderzyć stojącą obok osobę.

## Hate Moshing/Crowd Killing
Hate Moshing to określenie ogółu ruchów tancerza, w których następuje kontakt z postronnymi uczestnikami koncertu. Często ma na celu stworzenie przestrzeni do swobodnego tańczenia. Popularny jest tutaj tzw. push-back, czyli odpychanie tłumu plecami. Pozwala uniknąć obrażeń ciała tych widzów, którzy nie zamierzają tańczyć.

## Krytyka
Hardcore dancing jest nierzadko krytykowany i traktowany z pogardą w kręgach niezwiązanych z hardcorem i metalcorem, jak również i pozostałych niezwiązanych z metalem. Przykładowo, osoba uprawiająca hardcore dancing na koncercie ska może spotkać się z brakiem zrozumienia u pozostałych uczestników show.
Wiele nagrań dostępnych w serwisie YouTube zawiera humorystyczno-ironiczne instruktaże hardcore dancingu. Nie brakuje też klipów prześmiewczych oraz potępiających ten rodzaj tańca.